# Die Pfeile des Robin Hood
Die Pfeile des Robin Hood ist ein sowjetischer Abenteuerfilm von Sergei Tarassow aus dem Jahr 1975.

## Handlung
Robin Hood nimmt verdeckt an einem Bogenschießen teil, das der Sheriff von Nottingham ausgerichtet hat. Hier gewinnt er nicht nur den Hauptpreis, einen silbernen Pfeil mit Goldspitze, und muss vor den Männern des Sheriffs fliehen, sondern lernt auch die schöne Müllerstochter Maria kennen. Als er sie mit seinem neu gefundenen Weggefährten Bruder Tuck besuchen will, wird er gerade Zeuge, wie der grausame Guy of Gisborne den Müller erschießen lässt und seine Mühle in Flammen aufgeht. Maria kommt nun mit Robin Hood in den Sherwood Forest.
Der Tradition nach halten Robin Hoods Männer vor einem Essen einen Ritter an, der den Wald durchreitet, um ihn zum Essen zu bitten und gleichzeitig Almosen von ihm zu erhalten. Alan-a-Dale, der von ihnen zum Essen geleitet wird, erweist sich jedoch als mittellos. Mehr noch: Er war als Kreuzritter Jahre fern der Heimat, ist nun heimgekehrt und hat erfahren, dass der Bischof von Herford seinen Vater in den Tod trieb. Er hat von ihm zudem das Schloss verpfändet bekommen, das Alan nun für 400 Goldstücke auslösen will. Robin Hood und seine Männer geben ihren Schmuck sowie den Preispfeil und Alan bekommt so das Geld zusammen. Zudem kann er die Heirat von Sir Edmund mit seiner Geliebten Lady Anne verhindern, die glauben muss, dass er gefallen sei, und nimmt Lady Anne nun durch Bruder Tuck getraut selbst zur Frau. Alan und Anne werden kurz nach der Trauung hinterrücks von Edmunds Leuten ermordet.
Wenig später entführt der Sheriff von Nottingham Robin Hoods Geliebte Maria. Er lässt verkünden, dass Maria am nächsten Tag öffentlich als Hexe hingerichtet werden wird. Robin Hood überfällt mit seinen Männern noch in derselben Nacht das Anwesen von Guy von Gisborne, der dabei getötet wird. In den Uniformen der Männer Gisbornes begeben sich Robin Hoods Anhänger nach Nottingham und können Maria befreien. Es kommt zum finalen Kampf zwischen den Männern des Sheriffs und denen Robin Hoods, aus dem Robin Hood als Sieger hervorgeht.

## Produktion
Die Pfeile des Robin Hood kam 1975 in die Kinos der Sowjetunion und am 8. Juli 1977 in die Kinos der DDR. Zudem lief er erstmals am selben Tag auf DFF 2 im Fernsehen der DDR und wurde am 31. Juli 1988 auf RTL plus erstmals im bundesdeutschen Fernsehen ausgestrahlt. Icestorm veröffentlichte den Film im Februar 2007 im Rahmen ihrer Reihe Der große Abenteuerfilm auf DVD.
Ursprünglich hatte Wladimir Wyssozki die Filmmusik für Die Pfeile des Robin Hood verfasst und mehrere Lieder geschrieben, die in die Handlung integriert werden sollten. Die Filmmusik Wyssozkis wurde jedoch verworfen und diese stattdessen von Raimonds Pauls geschaffen. Vier der Lieder Wyssozskis fanden später im Abenteuerfilm Die Ballade vom tapferen Ritter Ivanhoe Verwendung. Seit den 1990er-Jahren existiert zudem eine ungeschnittene Fassung des Films mit den Liedern Wyssozkis.

## Synchronisation
Den Dialog der DEFA-Synchronisation schrieb Annette Ihnen, die Regie übernahm Fred-Arthur Geppert.
| Rolle      | Darsteller       | Synchronsprecher |
| ---------- | ---------------- | ---------------- |
| Robin Hood | Boris Chmelnizki | Thomas Kästner   |
| Maria      | Regīna Razuma    | Elke Wieditz     |

Weitere Darsteller werden durch Manfred Heine, Klaus Glowalla, Hinrich Köhn, Walter Jäckel, Hans-Joachim Hegewald und Barbara Lotzmann synchronisiert.

## Kritik
„Langatmiger, teils zusammenhangslos wirkender Abenteuerfilm im historischen Gewand. Eine dialogüberfrachtete Mixtur aus Romantik, Raufereien und antiklerikalen Tendenzen“, befand der film-dienst.